# .ke
.ke es el dominio de nivel superior geográfico (ccTLD) para Kenia.